# Aromapflege
Aromapflege bezeichnet den professionellen Einsatz von ätherischen Ölen, fetten Ölen und Pflanzenwässern in der Pflege wie auch die gezielte Anwendung im privaten Umfeld.

## Ziel der Aromapflege
Ziele der Aromapflege sind die allgemeine Steigerung des Wohlbefindens und der Lebensqualität sowie daraus resultierende positive Eigenschaften wie die Harmonisierung von Befindlichkeitsstörungen (z. B. Schlafstörungen, Ängste, Unruhezustände) mittels möglichst naturbelassener ätherischer Öle, Alkoholauszüge (teilweise auch Hexanauszüge), fetter Öle und Pflanzenwässer.

## Anwendungsgebiete der Aromapflege
Aromapflege wird in zahlreichen Pflegeheimen, Hospizen, ambulanten Pflegediensten und Krankenhäusern eingesetzt. Aromapflege ist eine Pflegeintervention, die neben anderen pflegerischen Tätigkeiten im Rahmen des Pflegeprozesses angewendet werden kann. Der Grundgedanke der Aromapflege wurde von der Aromatherapie abgeleitet, welche ein Teilgebiet der Phytotherapie darstellt. Die Anwendung führt von Waschungen über prophylaktische und hautpflegende Einreibungen zu wohlriechenden Wickeln und Auflagen hin zur Raumbeduftung und kann auch im Rahmen der Mundpflege möglich sein. Ebenso ist der Einsatz von ätherischen Ölen und Hydrolaten bei der Pflege von Entero- und Urostomien möglich. Die Anwendung der Aromapflege erfolgt stets individuell, daher an den Pflegediagnosen und Wünschen des Pflegeempfängers orientiert.
Ätherische Öle können auch in den Bereichen Wellness und Schönheit, z. B. während eines Saunaaufgusses benutzt werden.